# Era Socialistă (tidskrift)
Era Socialistă (ungefär "socialismens era") var en rumänsk tidskrift som började ges ut i september 1972 av det rumänska kommunistpartiet.  Den var ett av centralkommitténs huvudsakliga medel för att sprida regimens kommunistiska ideologi, tillsammans med partiorganet Scînteia. Tidskriften var en fortsättning på föregångaren Lupta de clasă ("klasskampen"), som grundades år 1948.
Namnändringen skedde efter ett plenarmöte mellan den 3–5 november 1971, där Nicolae Ceaușescu presenterade ett program som ämnade "förbättra ideologisk aktivitet och höja massornas kunskapsnivå gällande socialism". Genom detta program satte man stopp för den liberaliseringsprocess som pågått mellan åren 1965–1971, och återinrättade kommunistpartiets totala dominans över Rumäniens socialekonomiska och kulturvetenskapliga sfärer. Tidningen Era Socialistă dök upp i september 1972, i enlighet med kammarens beslut den 3–5 november.
Tidningens chefredaktör var fram till 1974 Ştefan Voicu (Aurel Rotenberg), som sedan 1962 även hade varit chefredaktör för Lupta de clasă. Från 1973 var Constantin Florea vice chefredaktör.
Under perioden 1986–1989 var Aristide Cioabă chefredaktör och kommentator för tidningen.

## Utgivning
Tidningen gavs ut två gånger i månaden, hade 64 sidor och trycktes i A4-format. I december 1989 gavs endast ett nummer ut, eftersom den rumänska revolutionen hade inträffat, varefter tidskriften upphörde att existera.